# Litrix.de
Litrix.de ist eine Website zur Förderung von Übersetzungen deutscher Gegenwartsliteratur in andere Sprachen – unterstützt von der Kulturstiftung des Bundes und dem Goethe-Institut.
Das Projekt wurde im Juli 2003 auf die Initiative der Kulturstiftung des Bundes hin gegründet – insbesondere die Schriftstellerin Monika Maron, Mitglied des Stiftungsrats, hatte sich dafür eingesetzt – und nahm im Januar 2004 zur Buchmesse in Kairo die Arbeit auf. Unterstützt wird es außerdem von der Frankfurter Buchmesse.
Pro Jahr werden dreißig deutsche Neuerscheinungen von einer Fachjury ausgewählt. Eine Besonderheit des Projekts ist, dass zu jedem Buch Leseproben im deutschen Original sowie übersetzt auf Englisch und in weiteren Fremdsprachen zum freien Download angeboten werden. Diese weiteren Sprachen sind Arabisch (seit 2004) und Chinesisch (seit 2005). Zu den bisher vorgestellten Autoren zählen etwa Uwe Timm, Feridun Zaimoğlu, Christa Wolf, Friedrich Christian Delius, Navid Kermani und Georg Klein.
Außerdem wird die Übersetzung einzelner Titel mit bis zu 6000 Euro gefördert.
Zielgruppe von Litrix.de sind ausländische Verlage weltweit ebenso wie Übersetzer, Lektoren, Literaturagenturen und natürlich auch Leser. Leiterin des Projekts ist Anne-Bitt Gerecke.
Es existieren auch andere Projekte mit der gleichen Zielsetzung; so etwa die 1996 gegründete, ebenfalls mit öffentlichen Mitteln geförderte und zweimal jährlich erscheinende Zeitschrift nbg (New Books in German), die sich allerdings speziell an britische und amerikanische Verleger und Literaturagenten richtet.